# UFC 45
UFC 45: Revolution fue un evento de artes marciales mixtas celebrado por Ultimate Fighting Championship el 21 de noviembre de 2003 en el Mohegan Sun Arena, en Uncasville, Connecticut, Estados Unidos.

## Historia
Este evento marcó el décimo aniversario de UFC y como celebración del aniversario inauguró su Salón de la Fama, con Royce Gracie y Ken Shamrock como los primeros inducidos. El presidente de UFC Dana White dijo: "Creemos que no hay dos personas más merecedoras que Royce y Ken para ser los miembros fundadores. Sus contribuciones a nuestro deporte, tanto dentro como fuera del Octágono, nunca pueden ser igualadas".

## Resultados

### Tarjeta preliminar
- Peso ligero: Yves Edwards vs. Nick Agallar

Edwards derrotó a Agallar vía TKO (golpes) en el 2:14 de la 2ª ronda.
- Peso medio: Keith Rockel vs. Chris Liguori

Rockel derrotó a Liguori vía sumisión (guillotine choke) en el 3:29 de la 1ª ronda.
- Peso pesado: Pedro Rizzo vs. Ricco Rodriguez

Rizzo derrotó a Rodriguez vía decisión unánime (30–27, 30–27, 29–28).

### Tarjeta principal
- Peso wélter: Robbie Lawler vs. Chris Lytle

Lawler derrotó a Lytle vía decisión unánime (30–27, 29–28, 29–28).
- Peso medio: Evan Tanner vs. Phil Baroni

Tanner derrotó a Baroni vía TKO (golpes) en el 4:42 de la 1ª ronda.
- Peso pesado: Wesley Correira vs. Tank Abbott

Correira derrotó a Abbott vía TKO (corte) en el 2:14 de la 1ª ronda.
- Peso medio: Matt Lindland vs. Falaniko Vitale

Lindland derrotó a Vitale vía sumisión (golpes) en el 4:23 de la 3ª ronda.
- Campeonato de Peso Wélter: Matt Hughes (c) vs. Frank Trigg

Hughes derrotó a Trigg vía sumisión (rear naked choke de pie) en el 3:54 de la 1ª ronda para retener el Campeonato de Peso Welter de UFC.